# Eruga erratica
Eruga erratica là một loài tò vò trong họ Ichneumonidae.